# Кумбурович, Никола
Никола Кумбурович (черног. Nikola Kumburovic; 13 ноября 1999 года, Подгорица, СФРЮ) — черногорский футболист, защитник.

## Карьера
Воспитанник клуба «Будучност» (Подгорица). На родине выступал также за «Искру» из Даниловграда. Принимал участие в квалификационных раундах еврокубков.
Первую половину 2023 года Кумбурович провел в стане аутсайдера узбекской Суперлиги «Турон», а летом защитник подписал контракт с вышедшим в ФНЛ новороссийским «Черноморецем», став первым легионером клуба с 2004 года.
Выступал за юниорские и молодежную сборную Черногории.

## Достижения
- Бронзовый призер Чемпионата Черногории (1): 2019/20.